# Obstwein

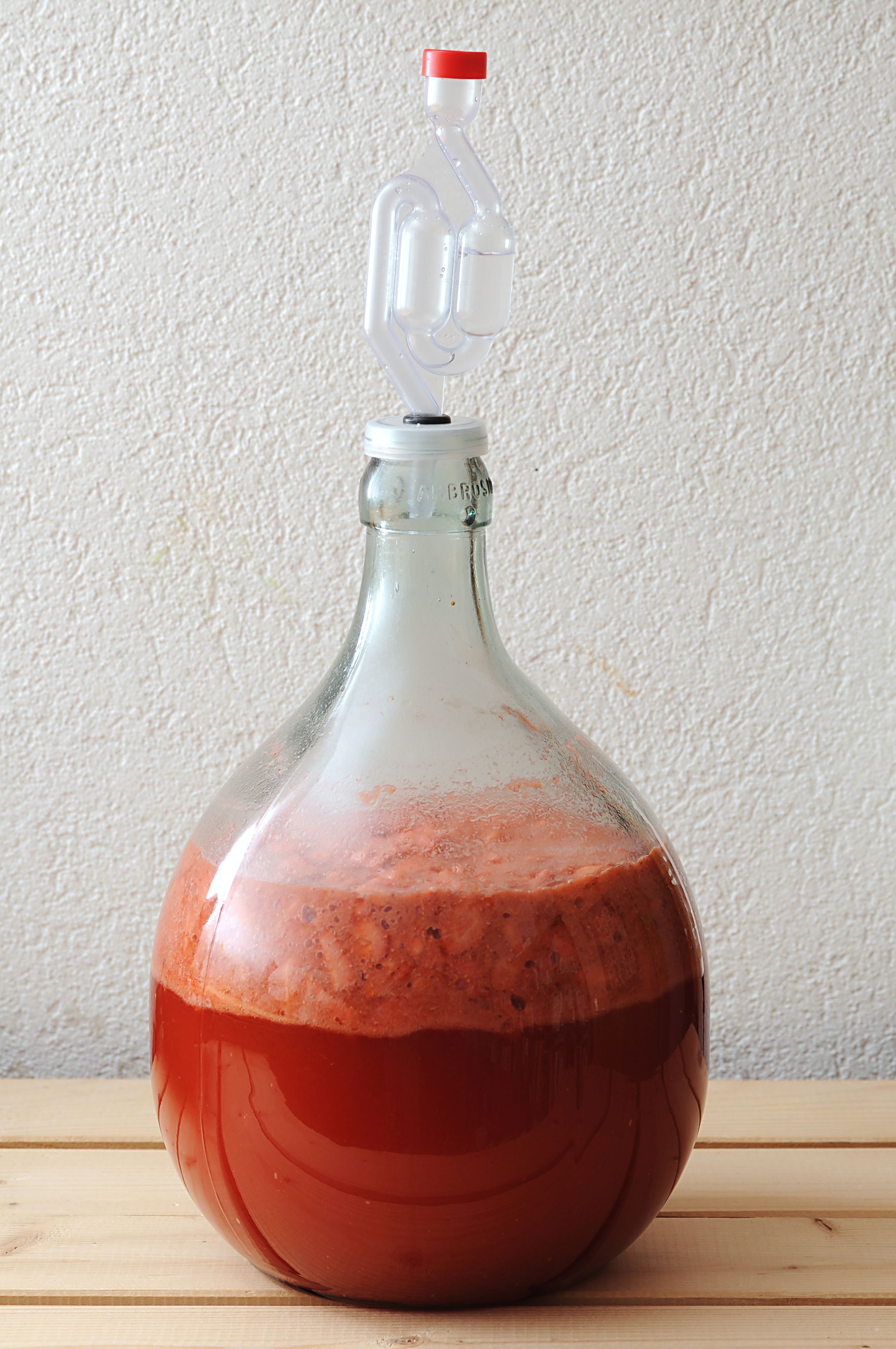
Erdbeerwein während der Maischegärung

Obstwein ist ein alkoholhaltiges Getränk, das durch einen Gärprozess aus Obst oder Früchten – mit Ausnahme von Weinbeeren – gewonnen wird. Obstwein ist auch unter der Bezeichnung Fruchtwein bekannt.
Grundsätzlich kann fast jede für den menschlichen Genuss geeignete Frucht als Ausgangsstoff für einen Obstwein dienen. Der Alkoholgehalt eines Obstweines kann durch Gärung bis zu 18 Vol.-% erreichen, wozu dem Gäransatz ausreichend Zucker zugesetzt werden muss. Obstweine aus „naturrein“, also ohne Zuckerzugabe vergorenen Fruchtsäften erreichen selten Alkoholgehalte über 10 Vol.-% Früchte, die so eine Alkoholausbeute ergeben, sind beispielsweise Pflaumen und Ananas.
Zu den „weinähnlichen Getränken“ gehören in Deutschland neben dem klassischen Apfel- und Birnenwein auch durch alkoholische Gärung hergestellte Getränke, die auf Basis anderer Ausgangsstoffe wie Rhabarber, Holunderblüten, oder Honig hergestellt werden. In Österreich hingegen darf gewerblich weder aus Rhabarber noch aus Holunderblüten ein weinähnliches Getränk erzeugt werden. Diese Zutaten dürfen lediglich zum aromatisieren von Obstweinen herangezogen werden.
Die Herstellung von Obstwein wird in Deutschland gerne von Gartenbesitzern zur Obstverwertung genutzt. Im Bereich der Hobbywinzer gibt es Literatur mit einfachen Rezepten zur Herstellung von Fruchtwein im Haushalt. Manche Anleitungen sind teilweise relativ alt (1960) und können als antiquarisch gelten. Die häusliche Weinherstellung aus Gartenfrüchten hat in England eine längere Tradition. Im Kellereifachhandel kann man einfache Artikel für den privaten Bedarf erstehen, etwa Reinzuchthefe und Schwefel in Kleinmengen.
Im gewerblichen Bereich arbeitet man mit ähnlichen Maschinen wie in modernen Weinkellereien. Die Kellerarbeit ist unabhängig von der verwendeten Obstart gleich. Sofern das Obst vom Betrieb nicht selbst direkt verarbeitet wird, setzt man auf Fruchtsäfte und Fruchtsaftkonzentrate. Letztere werden im industriellen Maßstab oft von internationalen Cider-Produzenten eingesetzt. Die Maischegärung, die im häuslichen Bereich ihre Berechtigung hat, tritt im industriellen Maßstab in den Hintergrund.

## Herstellung

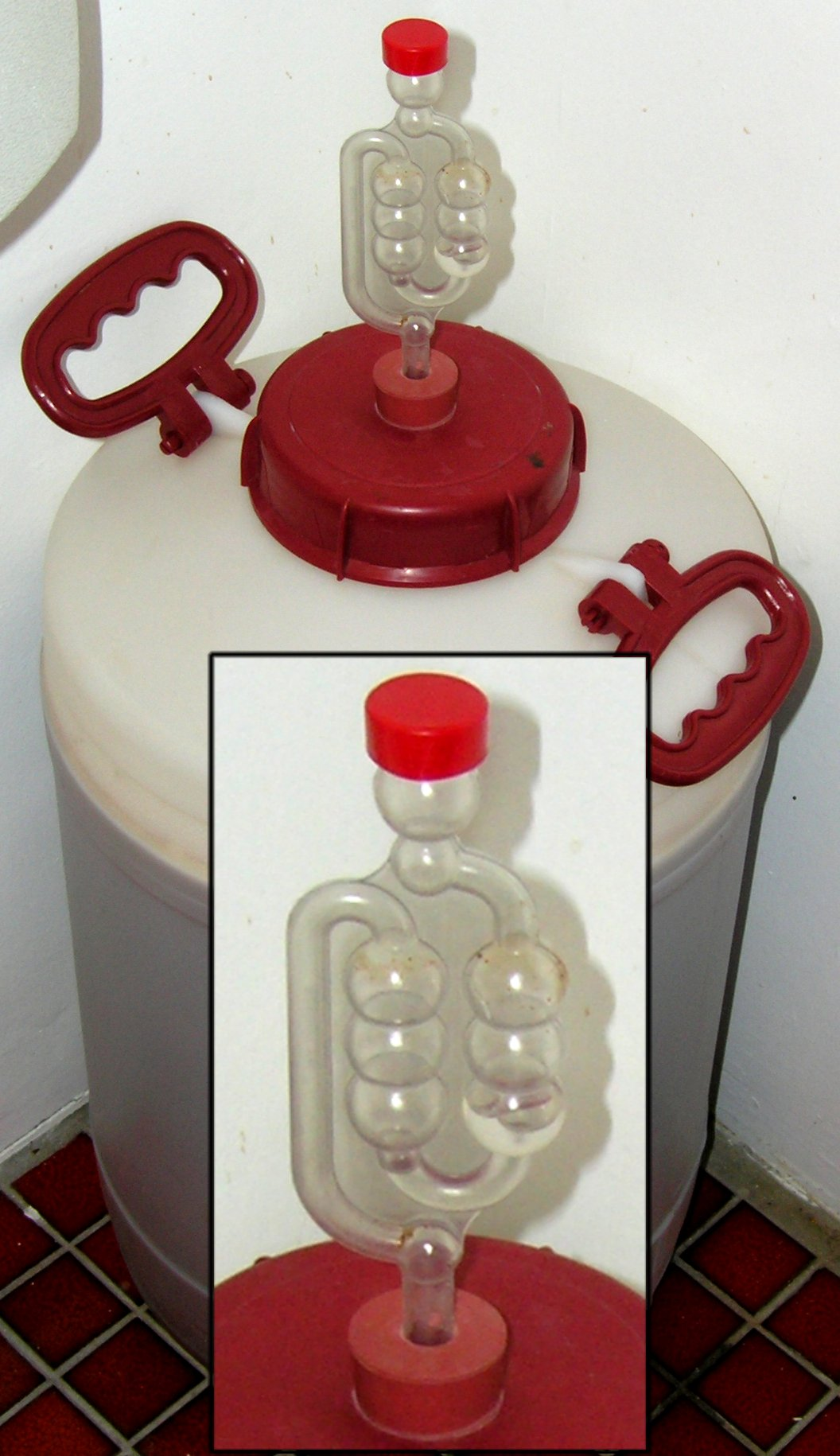
Gäraufsatz aus Kunststoff auf einem Gärbehälter aus Kunststoff

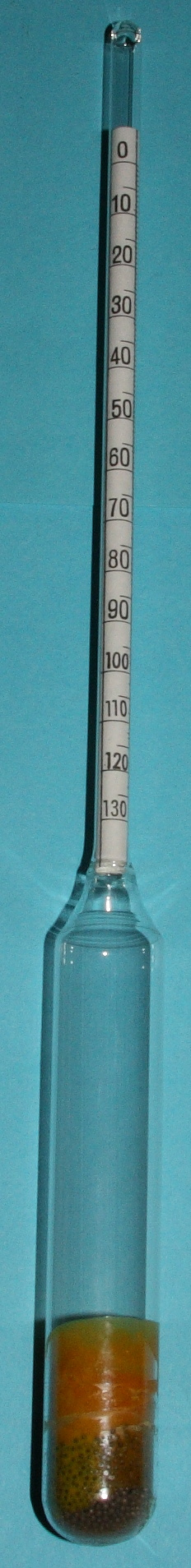
Mostwaage: 0…+130 °Oe bei +20 °C

Grundlagen für die Herstellung eines Obstweines sind Obst und Zucker, wobei die meisten Obstarten zumindest einen Teil des notwendigen Zuckers enthalten. Der Obstwein wird durch eine alkoholische Gärung hergestellt.
Für die Herstellung wird aus dem reif geernteten Obst meist durch Zerquetschen der Früchte eine Maische, den Obstbrei, jedoch wegen der später notwendigen Klärung kein Mus, hergestellt. Bei der Herstellung der Maische sollen die Samen in den Früchten nicht beschädigt werden, da diese Bitterstoffe oder auch Amygdalin, das in Gegenwart von Wasser Blausäure abspaltet, abgeben können. Für eine ausreichend flüssige Konsistenz der Maische ist meist eine Wasserzugabe erforderlich. Ausnahmen stellen Äpfel, Birnen und Orangen dar, bei denen nur der vorher gewonnene Saft vergoren wird.
Wenn der in den Früchten enthaltene Zucker nicht ausreicht, wird dem Gäransatz vor der Gärung Zucker zugesetzt, „der Gäransatz wird aufgezuckert“. Bei Maischegärungen ist dies der Regelfall, bei Saftgärungen ist es vom gewünschten Alkoholgehalt und Anfangszuckergehalt im Saft abhängig. Der Zuckergehalt im Saft bzw. im Gäransatz kann mit einer Mostwaage oder einem Refraktometer mit Mostgewichtskala bestimmt werden. Besonders bei saftreichen Früchten ist eine Bestimmung des Zuckergehaltes im Saft sinnvoll, um die notwendige Aufzuckerung festlegen zu können und vor allem Überzuckerungen, die gärhemmend wirken, zu vermeiden. Im gewerblichen Bereich ist die zulässige Aufzuckerung durch Vorschriften geregelt.
Die Säurekonzentration wird üblicherweise vor der Gärung durch eine Wasserzugabe bei säurereichen Früchten bzw. den Zusatz von Milchsäure oder Zitronensäure bzw. Zitronensaft bei säurearmen Früchten auf einen für den späteren Verzehr angenehmen Wert eingestellt. Im gewerblichen Bereich sind die zulässigen Verfahren zur Einstellung der Säurekonzentration durch Vorschriften geregelt.
Die Gärung wird durch Zugabe von Weinhefe, heute üblicherweise Reinzuchthefe, eingeleitet. Auf der Oberfläche vieler Fruchtarten kommen natürlicherweise Hefezellen vor, die für eine Vergärung benutzt werden können. Da es sich hierbei jedoch um wilde Hefestämme handelt, ist das Ergebnis der Gärung insbesondere bezogen auf Geschmack und Gärungsnebenprodukte sowie den Endalkoholgehalt mitunter schwer vorherzusagen. Daher werden oft schon aus Gründen der Berechenbarkeit und Reproduzierbarkeit Reinzuchthefen eingesetzt.
Der Gäransatz wird in einen ausreichend großen Gärbehälter abgefüllt. Es kann sich bei großen Mengen um ein Weinfass oder einen Tank handeln. Kleine Mengen für den Hausgebrauch werden vielfach in einem Glasballon vergoren. Im Gefäß muss ein Steigraum verbleiben, da die Gäransätze während der Gärung schäumen. Bei Maischegärungen sind ca. 50 % Steigraum erforderlich, bei Saftgärungen ca. 10 %. Eine Spülung des Steigraums mit Kohlendioxid zur Reduktion des Sauerstoffgehalts ist vor der Gärung möglich. Auf den Behälter wird ein Gärverschluss aufgesetzt, durch den das entstehende Kohlendioxid entweichen kann und zugleich die Zufuhr von Sauerstoff unterbunden wird. Sauerstoff würde verhindern, dass die Hefen alkoholische Gärung betreiben, da sie bei Anwesenheit von Sauerstoff ihren Energiebedarf durch Zellatmung decken. Sauerstoff führt außerdem zu Oxidationsprozessen, die fast immer unerwünscht sind. Außerdem verhindert der Gäraufsatz das Eindringen von unerwünschten Mikroben, insbesondere Acetobacter, die aus dem entstandenen Alkohol und Sauerstoff Essigsäure bilden würden. Die Oxidationsgefahr kann zusätzlich vermindert werden, indem das Gärgefäß nach der Gärung stets spundvoll gehalten wird, also nahezu vollständig gefüllt ist. Als Antioxidans kann vor, während und nach der Gärung Vitamin C (Ascorbinsäure) zugesetzt werden. Die sogenannte Schwefelung, die bei Obstweinen meist durch Zugabe von Schwefeldioxid im gewerblichen oder Kaliumpyrosulfit im privaten Bereich realisiert wird, erfolgt nach der Gärung und wirkt gleichzeitig als Antioxidans und Konservierungsmittel. Im gewerblichen Bereich sind die zulässigen Zugabemengen an Schwefeldioxid und Vitamin C durch Vorschriften geregelt.
Im Gärprozess wird der in der Maische bzw. im Saft enthaltene Zucker durch die sich vermehrenden Hefezellen in Kohlendioxid und Alkohol aufgespalten. Die Maischegärung erlaubt auch die Herstellung von Obstweinen aus saftarmen Früchten wie z. B. Hagebutten, da durch den Gärprozess Farb- und Aromastoffe aus den Früchten in die Flüssigkeit übergehen. Bei einer zu lange durchgeführten Maischegärung, die je nach Frucht ein bis vier Wochen betragen darf, können jedoch auch unerwünschte Stoffe wie beispielsweise Bitterstoffe in den Obstwein übergehen, weshalb bei Maischegärungen eine sorgfältige Gärführung notwendig ist. Nach dem Trennen des „Jungweins“ von der Maische erfolgt die Nachgärung wie eine Saftgärung bis zum Erreichen des Endalkoholgehalts.
Bei der Gärung entstehen auch zahlreiche Gärungsnebenprodukte wie etwa Glycerin, verschiedene Säuren, höhere Alkohole, Aldehyde und Ester, die zum Gesamtaroma des Obstweines beitragen. Nach Erreichen einer Alkoholkonzentration von etwa 12 Vol.-% verlangsamt sich der Gärprozess, bis er schließlich bei bis zu 16 Vol.-%, in Ausnahmefällen bis zu 18 Vol.-%, ganz zum Erliegen kommt. Die Hefen werden schließlich durch die für sie zu hohe Alkoholkonzentration (Inhibitor) gehemmt und stellen ihren Stoffwechsel ein. Darüber hinaus spielen die Zusammensetzung des Gäransatzes und die Gärführung wesentliche Rollen. Ein deutlich niedrigerer Alkoholgehalt kann durch einen entsprechend reduzierten Zuckergehalt im Gäransatz erreicht werden. Die Gärung endet, wenn der Zucker restlos vergoren ist. Das Ergebnis ist ein trockener Obstwein ohne Restsüße. Derartige Obstweine werden vor allem aus Äpfeln und Birnen, seltener auch aus anderen Früchten wie etwa roten Johannisbeeren hergestellt. Sie werden nach der Gärung in der Regel nicht nachgesüßt, da zum einen meist der trockene Geschmack gewünscht wird und zum anderen ohne besondere Vorkehrungen das Risiko einer Nachgärung sehr hoch ist. Durch Pasteurisierung oder durch Mikrofiltration kann entweder die Gärung beendet werden, wobei eine Restsüße im Obstwein verbleiben kann, oder ein durchgegorener und nachgesüßter Obstwein kann an der Nachgärung gehindert werden.
Nach dem Gärungsende sinken die nun inaktiven und absterbenden Hefezellen und mit ihnen viele Trübstoffe zu Boden und der Obstwein kann vom Bodensatz getrennt, umgangssprachlich „von der Hefe abgezogen“, werden, so dass der Wein kellerhell ist. Dies sollte recht zügig geschehen, um Fäulnisprozessen der Hefe vorzubeugen, die den Wein verderben können. Es folgt eine weitere Phase der Selbstklärung, die einige Wochen bis mehrere Monate dauern kann. Nicht immer jedoch führt die Selbstklärung zu einem optisch befriedigenden Resultat, und vor allem Weine aus Früchten wie Äpfeln, Quitten oder Birnen können auch nach sehr langer Ruhezeit deutlich trüb bleiben. Hier gibt es verschiedene Methoden um eine Klärung künstlich herbeizuführen, zum einen die Schönung durch Zusatzstoffe wie Gelatine oder Kieselsol, welche verbliebene Trübstoffe an sich binden, wodurch sie zu Boden sinken, sowie diverse Filtrationsverfahren.
Bei einigen Obstweinen ist es von Vorteil, wenn sie durch Lagerung noch einige Zeit reifen. Dies wird zum Beispiel bei Pflaumen- und Quittenweinen dringend empfohlen. Es können sich hier zum einen geschmacksverbessernde Lageraromen ausbilden, zum anderen können flüchtige Säuren entweichen oder hohe Tanninkonzentrationen durch Oxidation verringert werden. Die Tannine werden mit der Zeit durch Veresterung bekömmlicher, wodurch der Wein „runder“ und harmonischer schmeckt. Bei äpfelsäurehaltigen Früchten kann während dieser Lagerung zudem eine spontane malolaktische Gärung auftreten, welche die „scharf“ oder „hart“ schmeckende Äpfelsäure im Wein in die als deutlich milder wahrgenommene Milchsäure umwandeln kann. Ist der Reifungsprozess beendet, kann der Wein, gegebenenfalls nach Schönung und Filtration, in Flaschen abgefüllt werden. Insbesondere wenn der Wein filtriert wurde, sollte er noch einige Monate ruhen vor dem Verzehr, damit er sich von dem Filterschock erholen kann, welcher bei einigen Filtrationsverfahren durch Luftkontakt verursacht wird.
Obstweine mit hohem Alkoholgehalt sowie einem ausreichenden Gehalt an Antioxidantien wie Säuren, Gerbstoffen, Vitamin C und Schwefeldioxid (entscheidend ist bei letzterem der Gehalt an „freiem SO2“) können auf Flaschen gefüllt ähnlich wie Rotweine zehn Jahre und länger gelagert werden ohne „umzukippen“ – also ohne ihr Aroma zu verlieren, zu oxidieren oder sonstige Weinfehler zu erleiden. Generell geht mit längerer Lagerungsdauer das Fruchtbouquet zurück und das Lagerbouquet entfaltet sich zunehmend. Obstweine mit niedrigeren Alkoholgehalten und leicht flüchtigen Aromastoffen wie z. B. Erdbeerwein sind meist für den baldigen Konsum bestimmt und ihre Lagerfähigkeit ist begrenzt. Ähnlich wie bei Traubenwein hängt die Lagerfähigkeit entscheidend von den äußeren Bedingungen ab. Der Lagerraum sollte vor allem dunkel sein und mäßige konstante Temperaturen („Kellertemperatur“) sowie eine konstante moderate Luftfeuchtigkeit aufweisen. Hierdurch kann sich zum einen das Lagerbukett besser bilden und der Wein wird vor vorzeitiger Alterung bewahrt, zum anderen schützt Dunkelheit vor Oxidation durch Lichteinfall, und eine mäßige Luftfeuchtigkeit schützt den Korken in der Flasche sowohl vor Austrocknen als auch vor Schimmelbefall.

### Obstdessertwein
Neben dem Ausbau zu Obstwein und Fruchtwein besteht auch die Option Fruchtdessertweine zu erzeugen. In Deutschland sind dies Fruchtweine mit mehr als 12,0 Vol.-% Alkohol.
In Österreich sind diese weinähnlichen Getränke mit 13,0 Vol.-% Alkohol im Gegensatz zu Deutschland im Weingesetz (Abschnitt: Obstwein) definiert. Ihr Gesamtalkoholgehalt darf zudem mittels Zugabe von Alkohol, Obstbrand, Zucker, Fruchtsaft und Fruchtsaftkonzentrat erhöht werden. Obstdessertweine können damit klassischen Dessertweinen wie Sherry oder Portwein ähneln. Ebenso besteht die Möglichkeit Obstwermut oder andere mit Kräutern und Gewürzen aromatisierte Obstweine zu erzeugen.
Weltweit gesehen existieren verschiedene Herstellungsmethoden von Obstdessertweinen. In Kanada findet man etwa Apfeleiswein (Apple Icewine), der durch Kryoextraktion (Gefrierkonzentration) von Apfelsaft oder auch von Apfelcider (Icecider) erzeugt wird. Oxidativer Ausbau wird etwa beim Sherrisieren von Apfeldessertwein angewandt. Aufspriten mit Alkohol (Portweinmethode) findet man etwa beim französischen Pommeau oder bei Kirschenwein und anderen Obstdessertweinen z. B. aus Dänemark. Für verstärkte Weine, die sich rechtlich zwischen Wein und Spirituosen befinden, ist in der Regel eine Zwischenerzeugnissteuer entsprechend der länderspezifischen Regelung zu entrichten.

## Rechtliches
In Deutschland gehören Obstweine lebensmittelrechtlich in die Kategorie „weinähnliche Getränke“. Weinähnliche Getränke fallen nicht unter das Weinrecht, sondern unter die allgemeinen Vorschriften des Lebensmittelrechts. Im Speziellen regelt der zweite Abschnitt der Verordnung über alkoholhaltige Getränke, weinähnliche, perlweinähnliche und schaumweinähnliche Getränke und hieraus weiterverarbeitete alkoholhaltige Getränke (AGeV) die Herstellung, Beschaffenheit und Bezeichnung dieser Erzeugnisse.

„Damit eine Verwechslung mit Erzeugnissen des Weinrechts ausgeschlossen wird, dürfen weinähnliche Getränke als ‚…wein‘ nur mit solchen Wortverbindungen in den Verkehr gebracht werden, die die Ausgangsstoffe kennzeichnen, aus denen sie hergestellt sind, wie z. B. ‚Kirschwein‘ oder ‚Birnen-Schaumwein‘. Dagegen sind Bezeichnungen wie ‚Wein aus Kirschen‘ oder ‚Schaumwein aus Birnen‘ unzulässig. Ein Zusatz von Schwefeldioxid oder dessen Verbindungen zur Stabilisierung der Erzeugnisse ist üblich. Da dieser Stoff für manche Menschen unverträglich ist, muss ein Restgehalt von mehr als 10 mg/l kenntlich gemacht werden. Auf Fertigpackungen erfolgt dies meist in Form der sogenannten Allergenkennzeichnung ‚enthält Sulfite‘. Bei offen abgegeben Erzeugnissen muss dagegen der Hinweis ‚geschwefelt‘ angebracht werden.“